# Pterolonche kurdistanella
Pterolonche kurdistanella is een vlinder uit de familie van de Pterolonchidae. De wetenschappelijke naam van de soort is voor het eerst geldig gepubliceerd in 1959 door Amsel.